# Adolf Patera
Adolf Patera (27. července 1836 Hudlice – 9. prosince 1912 Praha-Holešovice) byl český historik, filolog a knihovník.

## Život
Narodil se v rodině Josefa Patery, sedláka v Hudlicích a Kristiny, rozené Webernitzové. Gymnázium a filozofickou fakultu absolvoval v Praze. S manželkou Marií, rozenou Kyptovou (* 1858) měli syna Vladimíra (* 1886).
Od roku 1861 do svého penzionování byl zaměstnancem Knihovny Národního muzea v Praze. Od r. 1885 byl sekretářem Matice české. Vykonal studijní cesty do knihoven a archvů v českých zemích, Rakousku, Uhrách a Německu. Z důvodu dlouhodobé oční choroby odešel v roce 1904 do výslužby.
Zemřel roku 1912 v Praze-Holešovicích (Praha VII). Pohřben byl v rodinné hrobce na Olšanských hřbitovech.

## Dílo
- České glosy v „Mater verborum“ (1877)

### Vydání starých rukopisů
- Hradecký rukopis (1881)
- Svatovítský rukopis (1886)
- Poselství krále Jiřího do Říma k papeži roku 1462.[6] (1888)
- Žaltář Klementinský (1890)
- Latinská píseň o Roháčovi (1897)
- Žaltář Poděbradský: podle rukopisu drážďanského (1899)

### Dopisy
- Jana Amosa Komenského Korrespondence (1891)
- Josefa Dobrovského korrespondence (1895)

### Soupisy
- Soupis rukopisů knihovny metropolitní kapitoly pražské